# Bielefeldi Stadtbahn
Bielefeldi Stadtbahn (német nyelven: Bielefeld Stadtbahn) Németország Bielefeld városában található Stadtbahn hálózat. Összesen 4 vonalból áll, a hálózat teljes hossza 38 km. Jelenlegi üzemeltetője a MoBiel.
A vágányok 1000 mm-es nyomtávolságúak, az áramellátás felsővezetékről történik, a feszültség 750 V egyenáram. 
A forgalom 1991. április 28.-án indult el.

## Története
Bielefeldben 1900-tól már működött villamos, de az üzemet bezárták. Helyette 1978 és 1991 között épült meg a modern három vonalból álló Stadtbahn. Ezt a hálózatot 2002-ben egy további vonallal egészítették ki.

## Útvonalak
| Járat | Útvonal                                                                                  |
| ----- | ---------------------------------------------------------------------------------------- |
| 1     | Schildesche – Hauptbahnhof – Jahnplatz – Bethel – Brackwede – Senne                      |
| 2     | Altenhagen – Milse – Baumheide – Hauptbahnhof – Jahnplatz – Sieker                       |
| 3     | Babenhausen-Süd – Hauptbahnhof – Jahnplatz – Dürkopp Tor 6                               |
| 4     | Lohmannshof – Universität – Hauptbahnhof – Jahnplatz – Sieker Mitte – Stieghorst Zentrum |

## Képgaléria

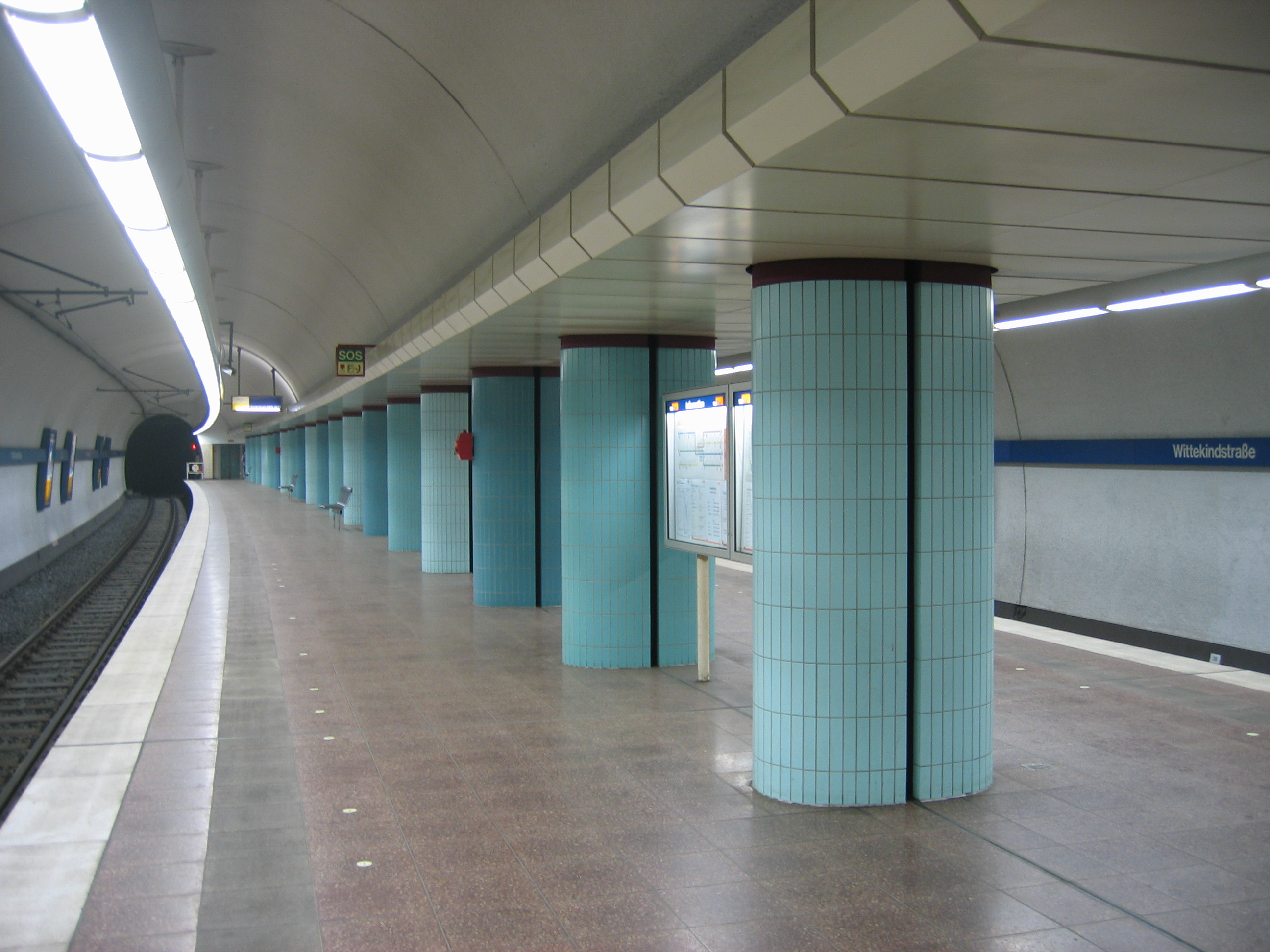
Wittekindstraße állomás
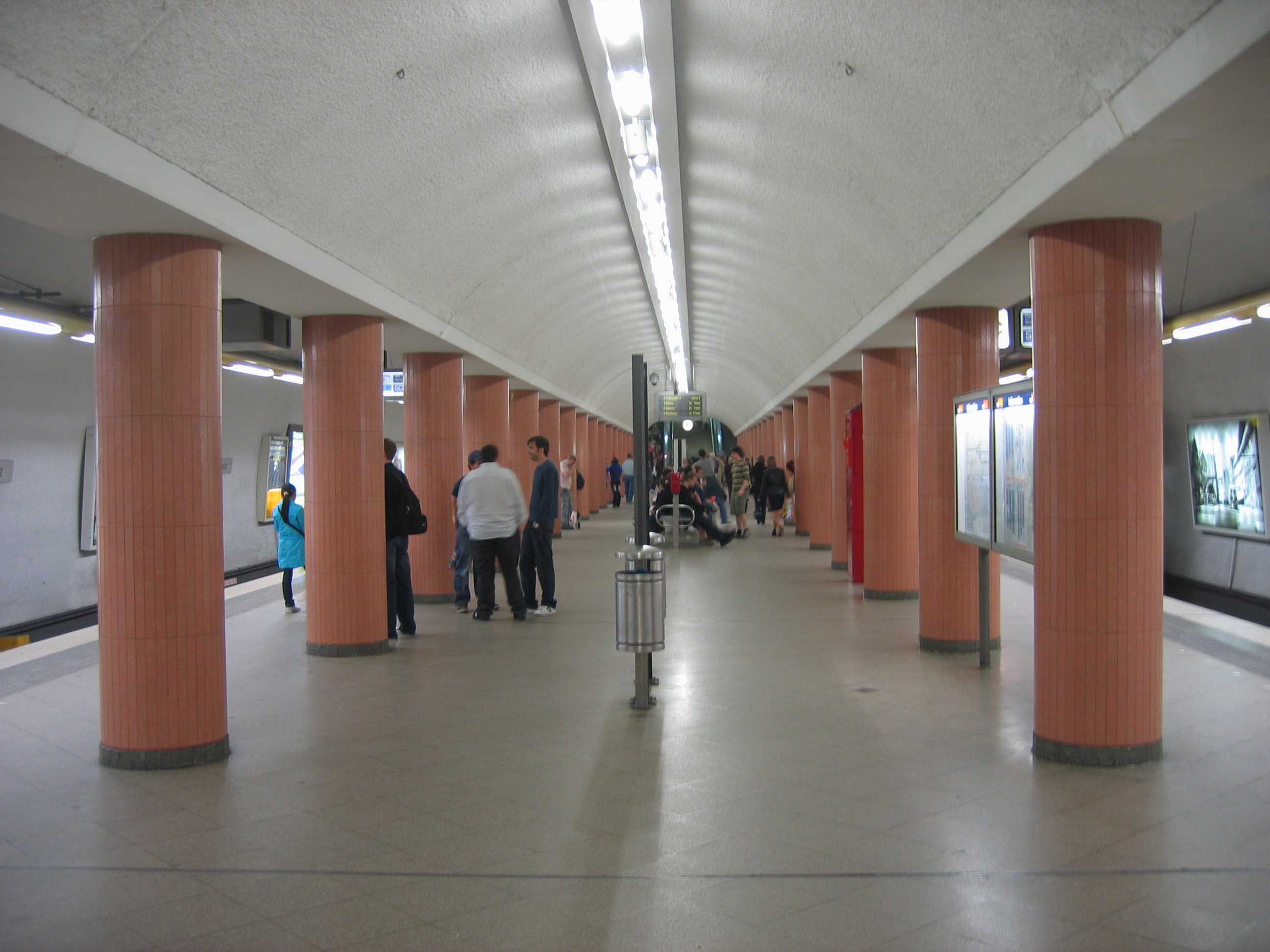
Jahnplatz állomás
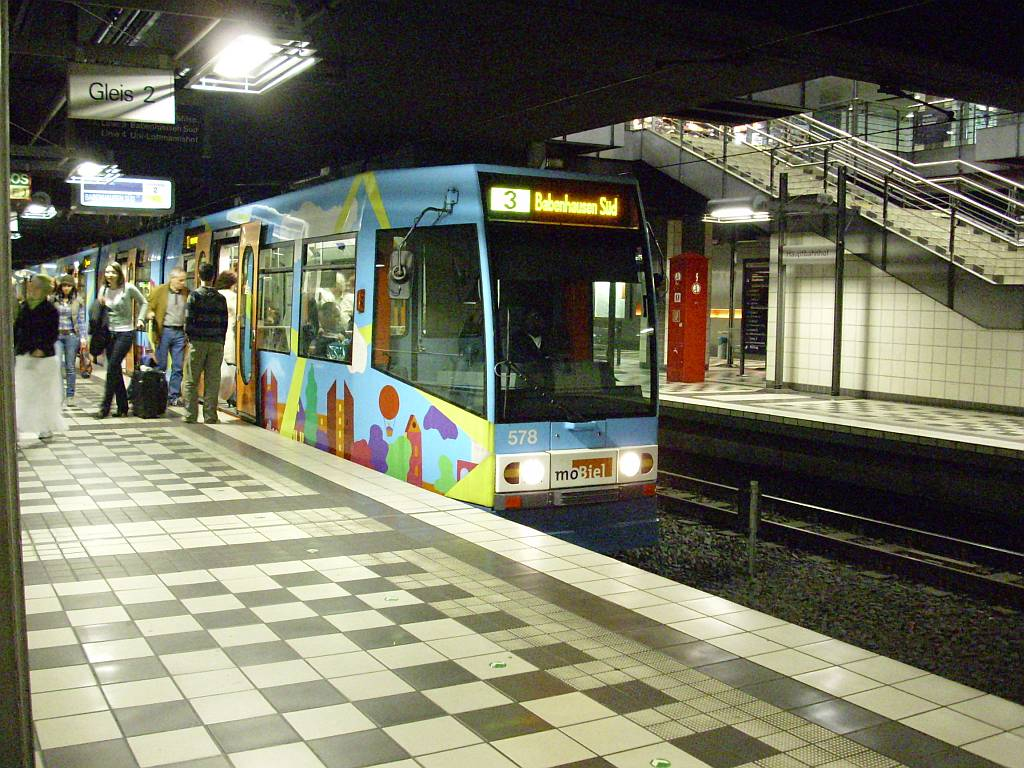
Hauptbahnhof állomás
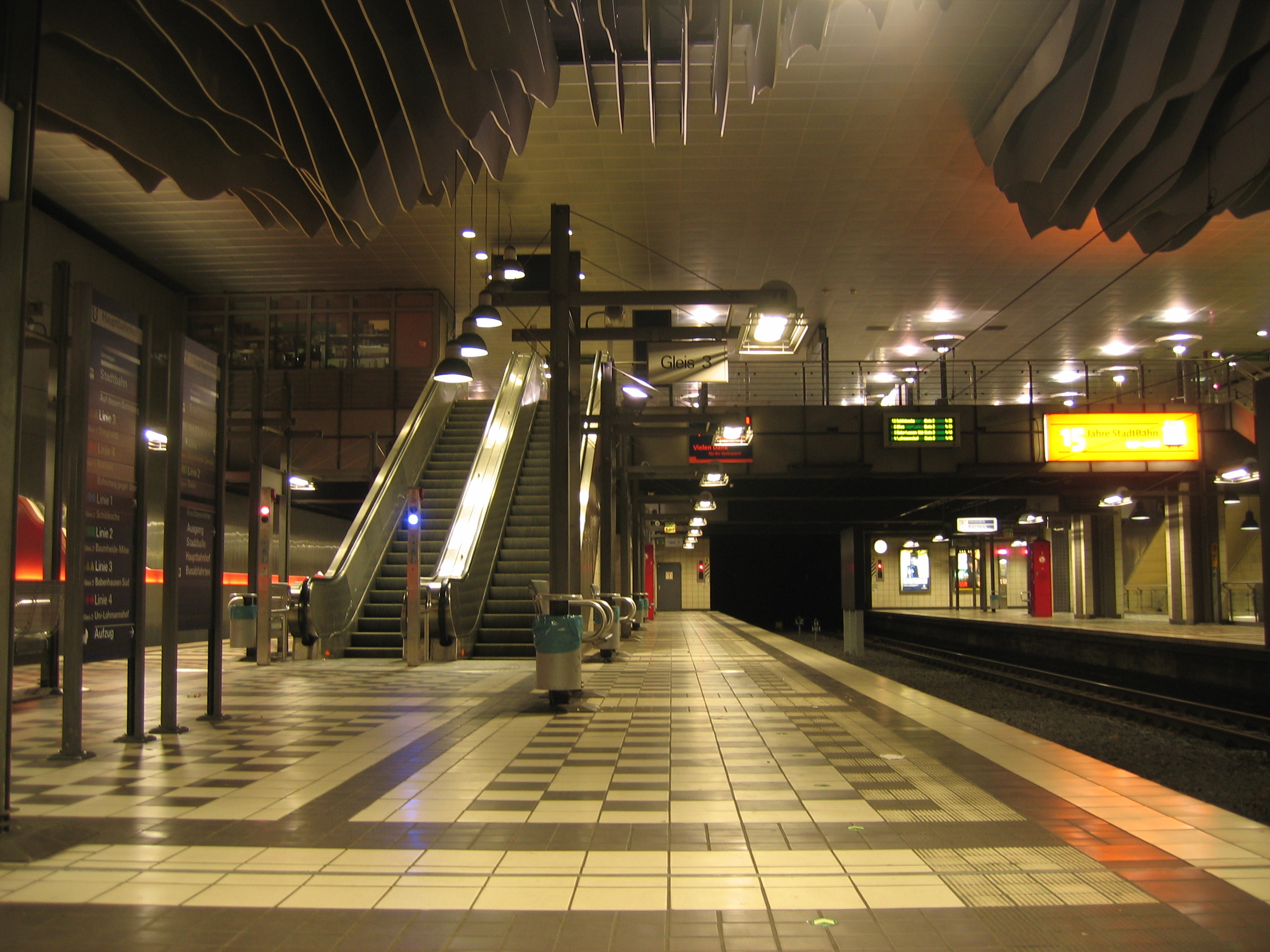
Hauptbahnhof állomás
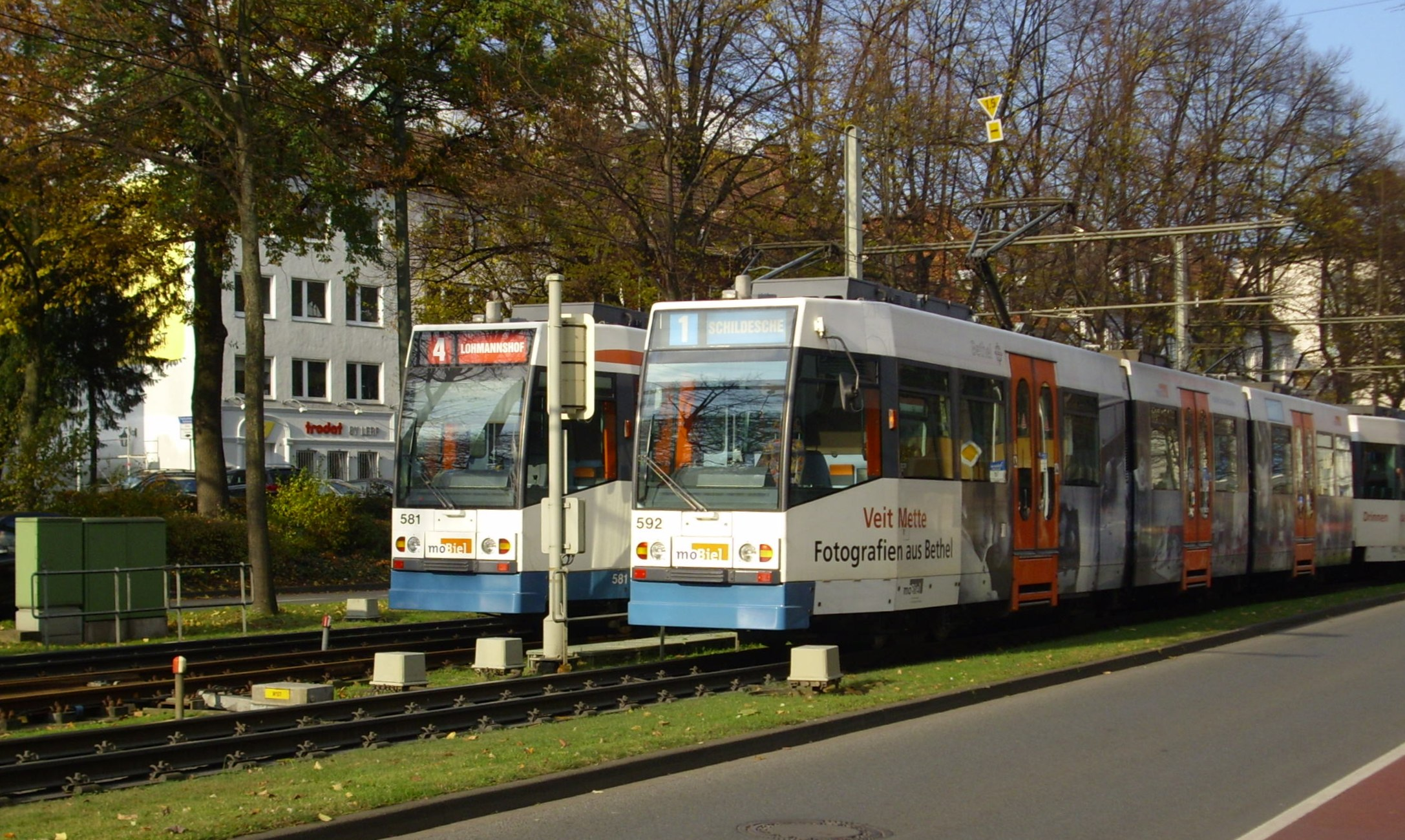
M8D, a hálózat tipikus járműve
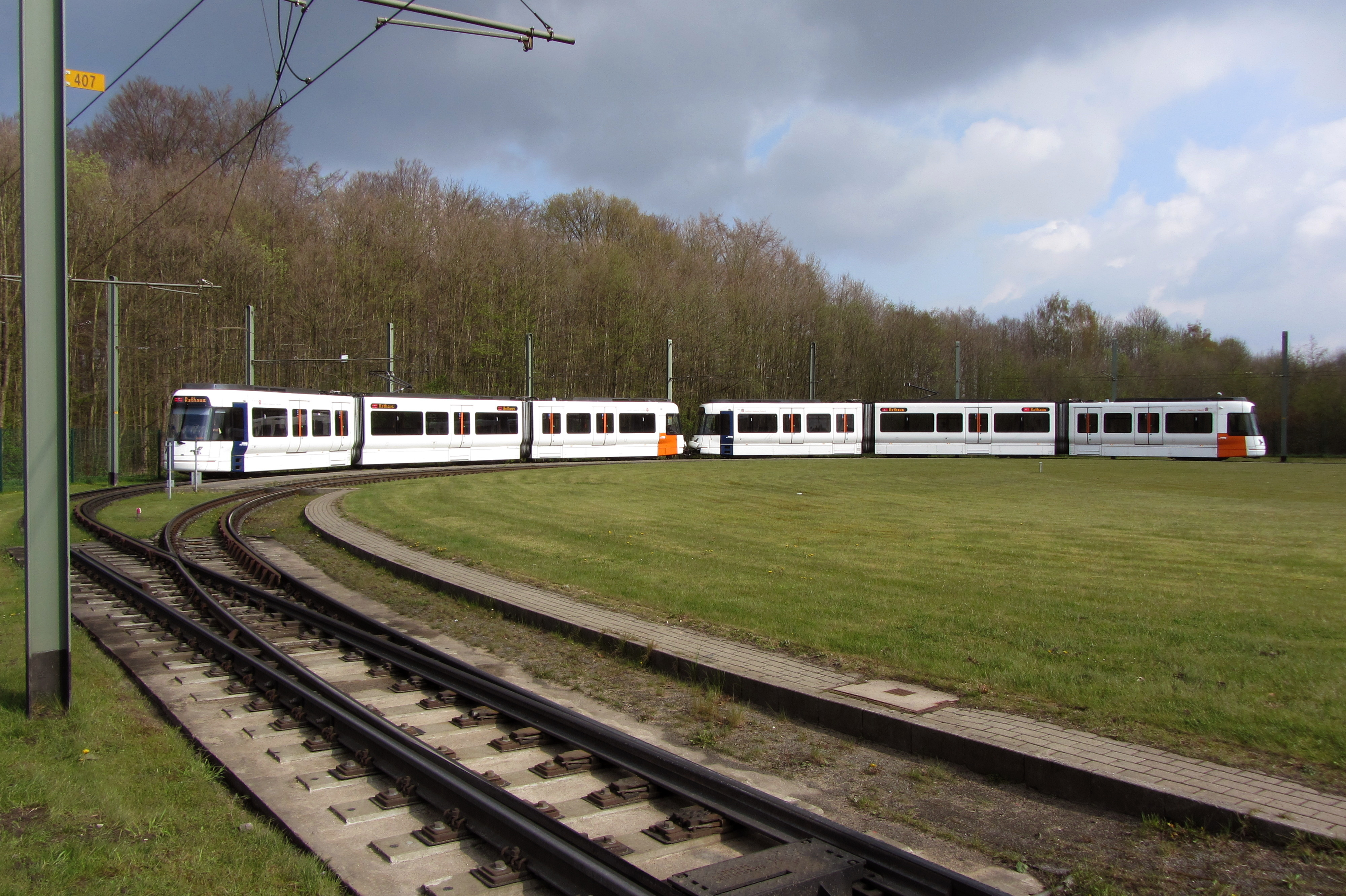
Vamos motorvonatok
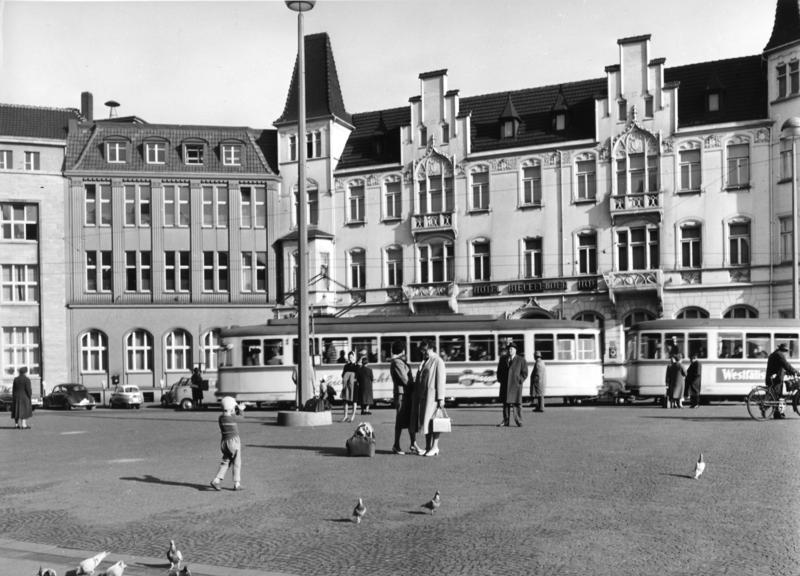
Az 1961-es villamos